# 東沙島街

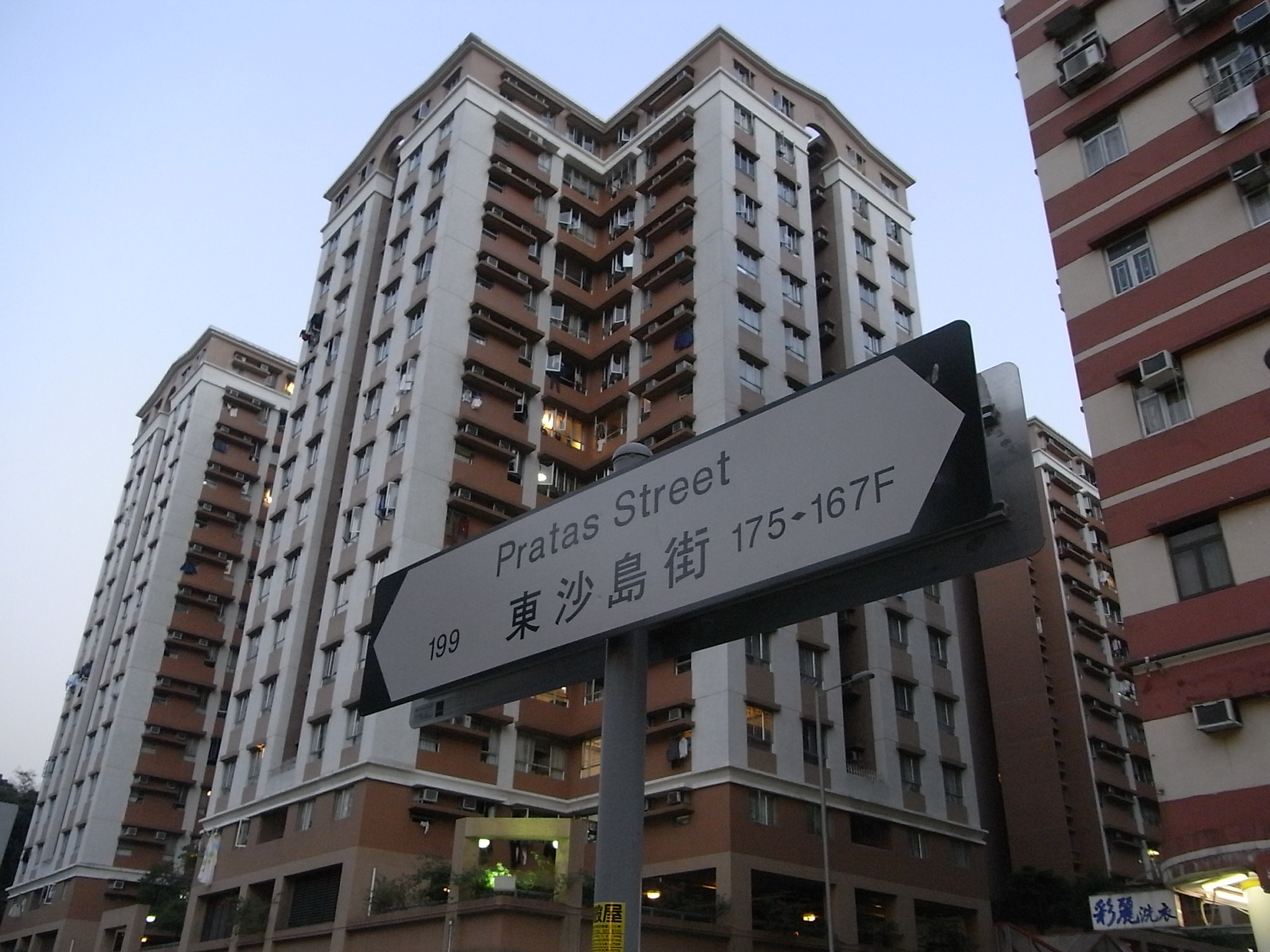
東沙島街的路牌

東沙島街（英語：Pratas Street）是位於香港九龍長沙灣一條街道，道路名稱取自於南海東北部、現屬中華民國高雄市旗津區管轄的東沙群島。道路北面連接廣利道，而南面連接長沙灣道及九龍工業學校，大部份路段是單向行車。東沙島街是位在東京街至營盤街之間，唯一可在元州街右轉往青山道的道路。

## 附近設施
巴士站在東蘭閣旁側，對面是鴻裕大廈（天悅深水埗廣場及學基浸信會）。
仙樂戲院（Zenith Theatre）1951年12月9日啟業，1973年結業。
- 戲院經理: 黃兆歡先生
- 院主:     周沕桅

## 鄰近主要街道
- 懷惠道
- 保安道
- 順寧道
- 青山道
- 元州街
- 福榮街
- 長沙灣道